# Fibratus
Fibratus (latin pour fibreux) est une espèce du genre cirrus dont les nuages sont séparés ou en voile nuageux mince, composés de filaments sensiblement rectilignes ou incurvés plus ou moins irrégulièrement, et qui ne sont pas terminés par des crochets ou par des flocons. Ce terme s'applique principalement aux cirrus et aux cirrostratus,. 
Ces nuages de haute altitude, plus 6 000 mètres, sont associés le plus souvent avec la partie en dissipation d'un front chaud dans un anticyclone. Ils peuvent donc être le signe avant coureur de l'approche du front. D'autre part, le cirrostratus fibratus provient souvent soit d'un cirrus fibratus ou d'un cirrus spissatus de l'enclume d'un cumulonimbus,.